# Gräsbergstjärnen, Värmland
Gräsbergstjärnen är en sjö i Hagfors kommun i Värmland och ingår i Göta älvs huvudavrinningsområde.